# Theater of Salvation
Theater of Salvation je třetí studiové album německé powermetalové hudební skupiny Edguy. Vydáno bylo 1. února 1999 vydavatelstvím AFM Records a jedná se o první album Edguy, na kterém se podíleli noví členové; bubeník Felix Bohnke a baskytarista Tobias Exxel. Přestože je hudebními kritiky považováno jako jedno z nejlepších alb historie Edguy, podle zpěváka a skladatele Tobiase Sammeta byla skupina „zaslepena touhou stvořit megalomanskou desku a díky tomu je album přeprodukované a nezní přirozeně.“

## Seznam skladeb
Všechny skladby napsal(i) Tobias Sammet, není-li uvedeno jinak. 
| Pořadí         | Název                | Autor               | Délka |
| -------------- | -------------------- | ------------------- | ----- |
| 1.             | The Healing Vision   |                     | 1:11  |
| 2.             | Babylon              |                     | 6:10  |
| 3.             | The Headless Game    |                     | 5:31  |
| 4.             | Land of the Miracle  |                     | 6:32  |
| 5.             | Wake Up the King     |                     | 5:43  |
| 6.             | Falling Down         |                     | 4:36  |
| 7.             | Arrows Fly           | Sammet, Jens Ludwig | 5:03  |
| 8.             | Holy Shadows         |                     | 4:31  |
| 9.             | Another Time         |                     | 4:07  |
| 10.            | The Unbeliever       | Sammet, Ludwig      | 5:47  |
| 11.            | Theater of Salvation |                     | 12:25 |
| Celková délka: | Celková délka:       | Celková délka:      | 61:36 |

## Obsazení
- Tobias Sammet – zpěv, klávesy
- Jens Ludwig – hlavní kytara
- Dirk Sauer – rytmická kytara
- Tobias Exxel – baskytara
- Felix Bohnke – bicí

Hosté
- Frank Tischer – piano a klávesy
- Daniel Gallmarini – piano
- Markus Schmitt, Ralf Zdiarstek, Marl Laukel, Uwe Ruppel, Timo Ruppel – doprovodný zpěv